# Pierogi z suszonymi śliwkami
Pierogi z suszonymi śliwkami – regionalne pierogi jarskie, nadziewane farszem z całych, wypestkowanych suszonych śliwek węgierek, podawane podczas wigilijnej wieczerzy, m.in. na Podkarpaciu.

## Pochodzenie i przygotowanie
Owoce drzew owocowych, rosnących w sąsiedztwie wiejskich gospodarstw, były od dawna wykorzystywane w kuchni. Jednym z takich owoców były śliwki węgierki, które suszono na zimę i wykorzystywano do przygotowania różnych potraw m.in. do pierogów. Do takich pierogów wykorzystywano też ugotowane śliwki, pozostałe z kompotu z suszu. Obecnie można kupić suszone  śliwki kalifornijskie, ale tradycyjne regionalne pierogi są gotowane z polskich suszonych śliwek węgierek. Pierogi z suszonymi śliwkami na słodko cieszą się nadal szczególnym powodzeniem wśród dzieci, przy podkarpackim wigilijnym stole. 
Przykładowe składniki: ciasto na pierogi, suszone śliwki węgierki bez pestek, namoczone w gorącej wodzie na ok. 30 minut, gęsta kwaśna śmietana, cukier, masło, bułka tarta - według uznania. Ciasto przygotowuje się z mąki, wody i soli, a farszem są suszone śliwki.  Ciasto rozwałkowuje się do grubości około 2 mm, farsz oblepia się ciastem i gotuje w lekko osolonej wodzie. Pierogi w wieczerzę wigilijną świąt Bożego Narodzenia są podawane na ciepło, polane tylko klarowanym masłem lub zrumienioną na maśle bułką tartą. Bywają też podawane z gęstą kwaśną śmietaną i posypane cukrem. Smakują też odgrzewane i zrumienione na maśle na drugi dzień.